# Rui Vasques Ribeiro, 2.º senhor de Figueiró e Pedrógão
Rui Vasques Ribeiro (c. 1360 — 27 de Janeiro de 1435) foi um nobre e militar português. 
Foi senhor de Figueiró.
Rui Vasques Ribeiro participou na Tomada de Ceuta em 1415, tendo o seu filho João Rodrigues de Vasconcelos Ribeiro entre 1464-1479 e o seu neto Rui Mendes de Vasconcelos Ribeiro entre 1479 e 1481 sido Governadores de Ceuta.
Encontra-se sepultado, tal como a sua esposa, Violante de Sousa, filha de D. Lopo Dias de Sousa, sob o coro alto da Igreja Matriz em Figueiró dos Vinhos, a Igreja de São João Baptista, classificada como Monumento Nacional.